# Japansk spets
Japansk spets är en hundras  av spetstyp från Japan. Den påminner mycket om en vit tysk spets eller en samojedhund i miniatyr. Dess ursprung är omtvistat, flera teorier finns. Från början av 1920-talet skall vita spetsar ha importerats från Sibirien, Manchuriet, Kanada och Australien, sedan skall man ha avlat på de minsta individerna. Bland raser som nämns är förutom tysk spets och samojedhund framförallt american eskimo dog samt även olenegonnyj sjpits och jakutskaja lajka. De första vita spetsarna deltog på hundutställning i Tokyo 1921. Efter andra världskriget hade typen stabiliserats; 1948 fastställdes en rasstandard och rasen erkändes av den japanska kennelklubben.

## Historia
Vita japanska spetsar har ställts ut sedan innan 1920-talet men den moderna, snövita och småvuxna japanska spetsen växte fram under 1930- och 1940-talen. Ursprunget är inte helt fastställt. Den japanska spetsen är en av åtta japanska spetsraser men ses inte som en ursprunglig japansk hund då den är ett resultat av modern tids avel. Rasen avlades historiskt fram som vacker sällskapshund för mer välbeställda japaner. Tysk vit spets och europeiska dvärgspetsar återfinns i dess bakgrund.

## Egenskaper

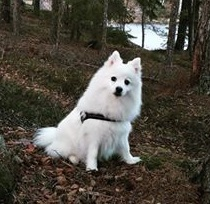
Japansk spets, vuxen tik.

Den japanska spetsen är än idag en populär sällskapshund. Den går väl ihop med andra djur och barn. En pigg och livlig hund med stor lojalitet och familjekänsla. Rasen är arbetsvillig och kan tränas till att delta i hundsport, särskilt lämpad för lydnad och agility. Den japanska spetsen har låg jaktinstinkt.